# リン・ユーチュン
リン・ユーチュン（林育羣、1986年3月9日 - ）は、台湾の男性歌手、俳優。

## 概要
身長171センチ、体重115キロ。太めの体型に蝶ネクタイとおかっぱ頭がトレードマーク。その歌声は聴いた人が感動のあまり泣き出すことから「奇跡の泣きボイス」と称される。キャッチコピーは「歌天使」。
台湾では「小胖（シャオパン、おデブちゃんという意味）」、日本では「リン君」などの愛称で親しまれている。
男性でありながらメゾソプラノあるいはコントラルトのように聞こえるカウンターテナーの声の持ち主として知られ、ホイットニー・ヒューストンとスーザン・ボイル、シェールの声を合わせた声と評される。
また、英語や日本語の曲の歌詞を完璧な発音とアクセントで再現できる音感の持ち主でもある。

## 来歴
14歳の頃から、10年に渡って大小問わず100以上のオーディションを受け続けていた。
2010年、台湾のタレント発掘番組「超級星光大道」において、I Will Always Love You（作詞・作曲・歌/ドリー・パートン、1992年にホイットニー・ヒューストンがカヴァー）を歌い上げ、一躍脚光を浴びる。
その後、アメリカのオーディション番組「American’s Got Talent」にも出演を果たし、国際的な注目を集める存在となった。

## 日本での活動
日本においては2012年よりテレビ朝日の「関ジャニの仕分け∞」に出演し、日本人のアーティスト達と「カラオケバトル」を繰り広げたことで日本でも知名度を上げ、「台湾のスーザン・ボイル」の異名を取る。その歌声で多くの視聴者に感動を与えている。
なお、リンが過去に出演した際に最も多く対戦しているのがMay J.である。リンの1勝4敗と負け越しているものの、May J.は彼の歌声に対して最大級の賞賛を贈っている。
2013年11月20日にはユニバーサルミュージック/Delicious Deli RecordsからJポップのカヴァーアルバム『Ballad Show』をリリース。
リンが出演・歌唱するカーチスのCMを、2014年1月17日よりテレビで、3月1日よりラジオで放送している。
2015年、dTV配信のドラマ『どす恋 ミュージカル』で日本のテレビドラマ初主演。　

## エピソード
3歳まで祖母の元で育ち、大学時代も祖母宅に下宿していたため、かなりのおばあちゃん子である。
その容姿から、デビュー前はオーディションを受けた際に心ない中傷を浴びることも少なくなかった。デビュー後にアメリカのテレビ番組に出演した際は、これでようやくかつて自分を馬鹿にした相手を見返すことが出来たと思ったと語っている。

## ディスコグラフィ
- 『I Will Always Love You』
- 『It's My Time』
- 『未來的第一站』
- 『Endlessly』
- 『Ballad Show』
- 『100分的朋友』
- 『WINTER GIFT ～リン君からの贈り物～』

## 主な出演

### ドラマ
- わたしのスイート・スター（2014年、台湾） - B胖（ビーパン） 役
- どす恋 ミュージカル（2015年7月12日、dTV） - 主演・呉竜司 役[5]

### バラエティ番組
- 千鳥の鬼レンチャン（2025年1月19日、フジテレビ）

### CM
- カーチス（2014年）